# Ploganes
Ploganes is een plaats in de Noorse gemeente Kvam, provincie Vestland. Ploganes telt 215 inwoners (2007) en heeft een oppervlakte van 0,52 km².